# Orlovista
Orlovista ist ein census-designated place (CDP) im Orange County im US-Bundesstaat Florida. Das U.S. Census Bureau hat bei der Volkszählung 2020 eine Einwohnerzahl von 6.806 ermittelt.

## Geographie
Orlovista grenzt direkt an die Stadt Orlando. Der CDP wird von den Florida State Roads 50, 408 (East-West Expressway, mautpflichtig) und 435 durchquert bzw. tangiert.

## Demographische Daten
Laut der Volkszählung 2010 verteilten sich die damaligen 6123 Einwohner auf 2561 Haushalte. Die Bevölkerungsdichte lag bei 1302,8 Einw./km². 38,0 % der Bevölkerung bezeichneten sich als Weiße, 38,4 % als Afroamerikaner, 1,0 % als Indianer und 6,8 % als Asian Americans. 9,9 % gaben die Angehörigkeit zu einer anderen Ethnie und 5,9 % zu mehreren Ethnien an. 21,4 % der Bevölkerung bestand aus Hispanics oder Latinos.
Im Jahr 2010 lebten in 39,9 % aller Haushalte Kinder unter 18 Jahren sowie 18,8 % aller Haushalte Personen mit mindestens 65 Jahren. 67,8 % der Haushalte waren Familienhaushalte (bestehend aus verheirateten Paaren mit oder ohne Nachkommen bzw. einem Elternteil mit Nachkomme). Die durchschnittliche Größe eines Haushalts lag bei 2,90 Personen und die durchschnittliche Familiengröße bei 3,43 Personen.
30,5 % der Bevölkerung waren jünger als 20 Jahre, 29,3 % waren 20 bis 39 Jahre alt, 27,7 % waren 40 bis 59 Jahre alt und 12,7 % waren mindestens 60 Jahre alt. Das mittlere Alter betrug 33 Jahre. 49,9 % der Bevölkerung waren männlich und 50,1 % weiblich.
Das durchschnittliche Jahreseinkommen lag bei 34.707 $, dabei lebten 29,1 % der Bevölkerung unter der Armutsgrenze.
Im Jahr 2000 war Englisch die Muttersprache von 81,03 % der Bevölkerung, Spanisch sprachen 14,34 % und 4,63 % hatten eine andere Muttersprache.